# Nocarodes bicoloripes
Nocarodes bicoloripes är en insektsart som beskrevs av Boris Petrovich Uvarov 1949. Nocarodes bicoloripes ingår i släktet Nocarodes och familjen Pamphagidae. Inga underarter finns listade i Catalogue of Life.